# ترسا (مجموعه تلویزیونی ۱۹۸۹)
تِـرِسا (اسپانیایی: Teresa‎؛ ‏تلفظ اسپانیایی: [teɾeˈsa]) یک تله‌نوولا مکزیکی و از تولیدات تله‌ویسا است که در سال ۱۹۸۹ منتشر شد.

## بازیگران
- سلما هایک
- دانیل خیمنس کاچو
- کلاودیو بروک
- روسا ماریا بیانچی
- داوید اوستروسکی
- مارگاریتا ایسابل
- مارتا آئورا